# Бракстон (Мисисипи)
Бракстон (енгл. Braxton) град је у америчкој савезној држави Мисисипи.

## Демографија
По попису из 2010. године број становника је 183, што је 2 (1,1%) становника више него 2000. године.
| Група             | 2000.       | 2010.       |
| Белци             | 174 (96,1%) | 169 (92,3%) |
| Афроамериканци    | 6 (3,3%)    | 2 (1,1%)    |
| Азијати           | 0 (0,0%)    | 0 (0,0%)    |
| Хиспаноамериканци | 0 (0,0%)    | 2 (1,1%)    |
| Укупно            | 181         | 183         |